# Original Stories from Real Life

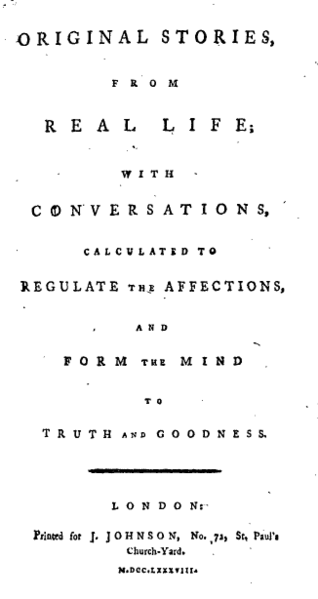
Página inicial da primeira edição de Original Stories (1788)

Original Stories from Real Life; with Conversations Calculated to Regulate the Affections, and Form the Mind to Truth and Goodness é o único trabalho completo de literatura infantil da escritora inglesa do século XVIII Mary Wollstonecraft. Original Stories começa com uma história preparatória que descreve a educação de duas jovens pela sua professora, a Sra. Mason, seguida de uma série de histórias didácticas. O livro foi publicado pela primeira vez por Joseph Johnson em 1788; uma segunda edição, ilustrada com gravuras de William Blake, foi publicada em 1791, tendo várias edições durante cera de um quarto de século.
Em Original Stories, Wollstonecraft utilizou o então florescente género de literatura infanto-juvenil para promover a educação das mulheres e uma ideologia da classe média emergente. Ela defendia que as mulheres seriam capazes de se tornarem adultos melhor preparados se fossem educadas devidamente em criança, algo que não era tido em consideração no século XVIII; e que o ethos da crescente classe média era superior à cultura de corte, representada pelos contos de fadas, e aos valores da sorte encontrados em histórias de chapbooks para os pobres. Wollstonecraft, ao desenvolver a sua própria pedagogia, respondeu aos trabalhos de dois dos mais importantes teóricos da educação do século XVIII: John Locke e Jean-Jacques Rousseau.